# CRV7
Die CRV7 ist eine ungelenkte 70-mm-Luft-Boden-Rakete (2,75 Zoll) zum Einsatz an Flugzeugen und Hubschraubern. Sie wird von Bristol Aerospace in Winnipeg, Kanada, hergestellt.

## Geschichte
Die CRV-7 war ein Ableger der frühen Hochleistungs-Feststoffraketen, die in den späten 1950er-Jahren im Rahmen eines Programms zur Abwehr von ballistischen Raketen entwickelt wurde und zur Black-Brant-Rakete führte.
Die damalige Rüstungs- und Erprobungsstelle des kanadischen Verteidigungsministeriums (Canadian Armament Research and Development Establishment – CARDE), und die Firma Bristol Aerospace beschlossen, das gleiche Treibmittel und den Motor für eine neue Luft-Boden-Rakete zu verwenden. Bei ihrer ersten Vorstellung in den frühen 1970er-Jahren war sie die leistungsstärkste 2,75-Zoll-Rakete der Welt.
Im Vergleich zur amerikanischen MK4/MK40 „Mighty Mouse“-Rakete und ihren Derivaten verfügt die CRV7 auch heute noch durch ihren Treibsatz mit höherer Energiedichte über eine gestrecktere Flugbahn, höhere Reichweite und Einschlagenergie.

## Aufbau
Das CRV7-Waffensystem besteht aus einem Raketenmotor mit Faltflügeln, verschiedenen Gefechtsköpfen und dem Startgerät.

### Raketenmotor
Am hinteren Ende des Feststoffraketenmotors sind drei selbstentfaltende Flügel angebracht, die in Verbindung mit den spiralförmig angeordneten Deflektoren in den Auslassdüsen zu einer möglichst stabilen Flugbahn und somit einer geringeren Streuung führen sollen.
Die Reichweite der Rakete beträgt etwa 3 km.
Der zunächst eingeführte C14-Motor (RLU-5001) wurde in zwei Versionen weiterentwickelt.
Für den Einsatz an Flugzeugen wurde der C15 (RLU-5002A/B) eingeführt. Er hat eine Brenndauer von 1,72 s, eine Ausbrennreichweite von 876 m und erreicht eine Geschwindigkeit von 1.034 m/s.
Für den Einsatz an Hubschraubern wurde der C17 (RLU-5004) entwickelt. Der C17 ist kompatibel zum amerikanischen Hydra-70-Launcher und ermöglicht den Start aus Gefechtsfahrzeugen am Boden.

### Gefechtskopf
Für Flugzeuge und Hubschrauber sind folgende Gefechtsköpfe verfügbar:
- WTU 5001 für Übungszwecke (bzw. in der Version WTU-5001A/B auch einsetzbar gegen gepanzerte Ziele)
- M151 (Splittergefechtskopf zur Bekämpfung von Personen)
- M257/M278 zur Gefechtsfeldbeleuchtung (sichtbar bzw. im nahen Infrarotbereich).

Nur für den C15 sind folgende Gefechtsköpfe verfügbar:
- WDU-5002/B mit fünf Metall-Flechets gegen gepanzerte Ziele (der Ausstoß erfolgt nach dem Ausbrennen des Motors)
- RA-7 mit panzerbrechender hochexplosiver und entzündender Wirkung gegen ein breites Zielspektrum (Schiffe, Fahrzeuge, Bunker, Hubschrauber etc.)
- WDU-5001 mit hoher Eindringtiefe und hochexplosiver und entzündender Wirkung gegen gehärtete Infrastruktur (vor allem Flugzeugschutzbauten)
- M156 zur Zielmarkierung durch weißen Rauch.

Ausschließlich für den Einsatz am Hubschrauber sind vorgesehen:
- General Purpose-(Mehrzweck)-Flechets gegen leichtgepanzerte Ziele
- RA-79 mit hochexplosiver und entzündender Wirkung nach Penetration von teilgepanzerten Zielen (vor allem Schiffe).

### Startgeräte

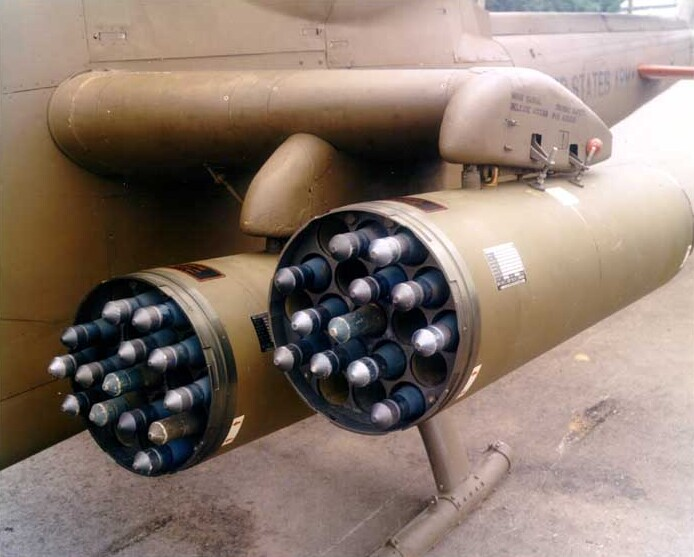
Launcher M261 mit Hydra-70

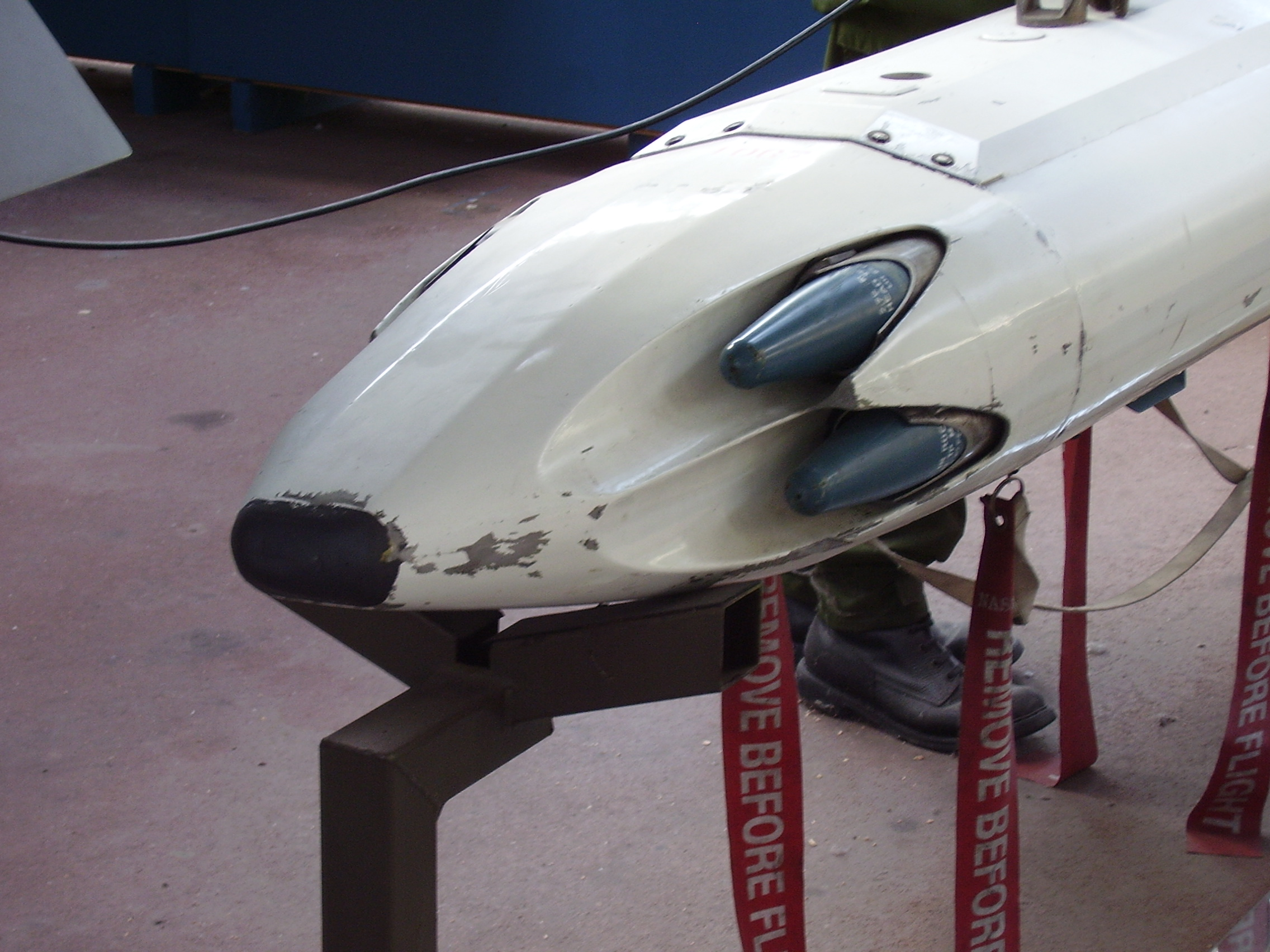
Übungsstartgerät

Bei Flugzeugen erfolgt der Start entweder aus Startgeräten mit sechs (LAU 5002) oder mit neunzehn Startrohren (LAU 5003). Als Übungsstartgerät dient der SUU-5003. Dieser kann neben vier CRV7-Raketen sechs Übungsbomben tragen.
Hubschrauber nutzen den M260 mit sieben bzw. den M261 mit neunzehn Rohren.
Für die 19-Rohr-Werfer sind jeweils aerodynamische Kappen verfügbar.

## Nutzer
Beispiele für Kampfflugzeuge, welche die CRV7 C15 abfeuern, sind die CF-18 Hornet, der britische Jaguar, die tschechische L-159 oder der thailändische Alpha Jet.
Die C17 werden beispielsweise am AH-64 Apache, OH-58 Kiowa oder an der Super Lynx eingesetzt.

## Weiterentwicklung zur CRV7-PG
Derzeit befindet sich die CRV7 in der Weiterentwicklung hin zu einer preisgünstigen gelenkten Luft-Boden-Rakete durch Integration von Sensoreinheiten (Lasersuchkopf, GPS oder Sucher von Emittern elektromagnetischer Strahlen), eines stärkeren Motors und einer Steuerungseinheit mit Canards.